# Rivière Mistassini (vattendrag i Côte-Nord)
Rivière Mistassini är ett vattendrag i Kanada.   Det ligger i provinsen Québec, i den östra delen av landet, 700 km nordost om huvudstaden Ottawa.